# Јулијана Вјаземска
Света Јулијана Вјаземска (рус. Иулиания Вяземская) је хришћанска светитељка. Била је супруга кнеза Симеона Мстиславовича Вјаземског, који је био дворјанин Јурија Свјатославича кнеза Смоленског. Док је живео у изгнанству у граду Торжоку, Јурије је покушавао да напаствује кнегињу Јулијанију. После неког времена Јурије је убио Симеона, надајући се да ће после тога лакше доћи до Јулијане. Пошто га је поново одбила, Јурије ју је искасапио мачем 1406. године. Одсекао јој је руке и ноге, а тело бацио у реку Тверцу. Њене мошти су сахрањене у саборној цркви града Торжока, а хришћани верују да су чудотворне.
Мошти су јој се налазиле у саборној цркви Преображења све до 1918. године када је затворена. До 1930. мошти су биле у цркви Архангела Михаила и од тада, њихова судбина је непозната.
Православна црква слави је 21. децембра и 2. јуна по црквеном, а 3. јануара и 15. јуна по грегоријанском календару.